# Knighton (Leicestershire)
Knighton – dzielnica miasta Leicester, w Anglii, w Leicestershire, w dystrykcie (unitary authority)
Leicester. W 2011 roku dzielnica liczyła 16 805 mieszkańców. Knighton jest wspomniana w Domesday Book (1086) jako Cnihtetone.

## Znani ludzie
- Sir William Lindsay Everard - członek parlamentu, piwowar i pilot.
- Clare Hollingworth - dziennikarka i pierwsza osoba, która doniosła o rozpoczęciu II wojny światowej